# Hawaii Bowl
L'Hawaii Bowl est un match annuel de football américain de niveau universitaire et d'après saison régulière, se tenant depuis 2002. Il a lieu à Honolulu (Hawaï) au Aloha Stadium d'une capacité de 49 974 places. Il était traditionnellement joué la veille ou le jour de Noël jusqu'en 2017.
L'Hawaii Bowl oppose une formation de la C-USA (Conference USA) ou de la PAC-12 (Pacific 12 Conference) anciennement Pacific 10 Conference à une équipe de la MWC (Mountain West Conference) anciennement la WAC (Western Athletic Conference).
Cependant, la charte du Bowl prévoit que si l'équipe universitaire d'Hawaii est éligible et qu'elle n'est pas reprise pour participer à un des bowls majeurs, sa candidature sera de facto reprise pour l'Hawaii Bowl. Si Hawaii n'est pas éligible, c'est alors une autre équipe de la MWC qui est choisie. Cet arrangement perpétue une tradition ayant son origine lorsque Hawaii était membre de la WAC.
Ce bowl remplace l'Aloha Bowl qui s'est tenu au Aloha Stadium de 1982 à 2000.
En 2013 et 2014, la dotation de ce bowl était de 650 000 US$ par équipe. Elle est de 1 125 000 US $ par équipe en 2022.

## Un Bowl à Hawaii
L'Hawaii Bowl succède au Poi Bowl (1936-1939), au Pinneapple Bowl (1940-1941, 1947-1952), à l'Aloha Bowl (1982-2000) et au O'ahu Bowl (1998-2000) tous joués à Hawaii.
Il n'a aucun lien avec les anciens bowl. L'Aloha Bowl chercha à déménager vers San Francisco en Californie mais fut révoqué par la NCAA tandis que le O'Ahu Bowl déménagea à Seattle (Washington) où il eut lieu pendant deux ans avant de perdre sa certification en 2002.

## Histoire
L'Hawaii Bowl est sponsorisé lors de sa première édition par la société ConAgra Foods. L'année suivante, la société Sheraton Hotels and Resorts Hawaii reprend le sponsoring  et le continue jusqu'en 2013. Le match est renommé le Sheraton Hawaii Bowl.
Le match de 2005 est le premier bowl auquel les Knights de l'UCF prennent part. 
En 2006, la Pac-10 remplace la C-USA pour rencontrer la WAC. Si la Pac-10 n'avait pas pu y envoyer une équipe éligible, la C-USA aurait dû y envoyer une équipe (à supposer qu'elle eut une 6e équipe éligible). Dans le cas où les deux conférences n'auraient pu fournir d'équipe éligible, celle-ci aurait dû être choisie at-large parmi les autres conférences.
En 2007, une place est garantie à l'Hawaii Bowl pour une équipe de la C-USA et ce sont les Pirates d'East Carolina qui y participent.
En 2007, la veille de Noël tombe un lundi. Afin d'éviter la concurrence avec le match de NFL, le Monday Night Football sur ESPN, il est décidé de jouer le bowl la nuit précédente (celle du 23 décembre).
En 2011, c'est pour la première fois le champion de la C-USA (Southern Mississippi) qui joue le bowl, cette équipe ne jouant pas le Liberty Bowl où le champion C-USA était habituellement envoyé.
Pour la saison 2018, c'est la société SoFi qui reprend le sponsoring tout en renommant le bowl. Pour l'édition 2021 et les suivantes, c'est la société EasyPost qui devient le sponsor du nom du bowl.
Le 2 octobre 2020, l'édition 2020 est annulée à la suite de la pandémie de Covid-19 et aux restrictions imposées aux déplacements.
Le 10 août 2021, EasyPost devient le nouveau sponsor du bowl qui est rebaptisé EasyPost Hawai'i Bowl. Ce sponsoring prend fin après l'édition 2023.
Le 23 décembre 2021, l'université de Hawaii se retire de l'édition 2021 invoquant des joueurs blessés, transférés ou touchés par le virus Covid-19. ESPN Events, organisateur du bowl, annonce ensuite sur Twitter que le match est annulé.

## Anciens logos deBowlsjoués à Hawaii

Aloha Bowl (1982 à 1997)
O'ahu Bowl (1998 à 2000)
Sheraton (2003 à 2013)
Sans sponsor (2014-2017, 2020-2021)
SoFi (2018)
SoFi (2019)
Easy Post (2021 à 2023)

## L'équipe du10eanniversaire
Pour célébrer le dixième anniversaire du bowl, le journal Honolulu Star-Advertiser, en accord avec les organisateurs, demande aux fans de voter pour sélectionner les meilleurs joueurs ayant participé aux dix premiers matchs.
Neuf joueurs sont retenus auxquels sont ajoutés sept autres joueurs sélectionnés par un panel de journalistes sportifs et de membres du staff du Sheraton Hawai'i Bowl.
Le 16 décembre 2011, l'équipe est dévoilée.
| Années | Joueurs                                     | Équipe                                    | Statistiques |
| ------ | ------------------------------------------- | ----------------------------------------- | --- |
| 2002   | Justin Colbert                              | Hawaii Warriors                           | 9 catches pour 158 yards et 2 TDs. |
| 2003   | Timmy Cha Jackie Batt                       | Hawaii Warriors Houston Cougars           | 26 passes complétées sur 42 tentées, pour 475 yards, 5 TDs à la passe 19 courses pour 124 yards et 3 TDs. |
| 2004   | Chad Owens                                  | Hawaii Warriors                           | 8 catches pour 114 yards, 2 TDs. 5 retours de punt pour 90 yards et 1 TD. |
| 2005   | Caleb Spencer Brandon Marshall              | Nevada Wolfpack UCF Knights               | 11 réceptions pour 114 yards. 11 réceptions pour 210 yards et 3 TDs. |
| 2006   | Colt Brennan Jason Rivers                   | Hawaii Warriors                           | 33 passes réussies sur 42 tentées, pour 559 yards et 5 TDs. 14 réceptions pour 308 yards et 2 TDs. |
| 2007   | Chris Johnson                               | East Carolina Pirates                     | 408 yards, 2 TDs. |
| 2008   | Golden Tate Jimmy Clausen Aaron Bain        | Notre Dame Fighting Irish Hawaii Warriors | 6 réceptions pour 177 yards et 3 TDs. 22 passes réussies sur 26 tentées, pour 401 yards et 5 TDs 8 réceptions pour 109 yards et 2 TDs.                                                                                        |
| 2009   | Kyle Padron                                 | SMU Mustangs                              | 32 passes réussies sur 41 tentées, pour 460 yards et 2 TDs. |
| 2010   | Damaris Johnson Curnelius Arnick Greg Salas | Tulsa Golden Hurricane Hawaii Warriors    | 5 portés pour 98 yards et 1 TD, 4 réceptions pour 101 yards et 1 TD, 6 retours pour 127 yards. 2 sacks, 8 UA Tackles, 2 Asst. Tackles, 2.5 TFL, 2 Interceptions pour 106 yards et 1 TD 13 réceptions pour 214 yards et 2 TDs. |

## Palmarès
Mis à jour le 25 décembre 2024
(nbre de victoires-nbre de défaites) = statistiques de l'équipe au terme de la saison en ce y compris le résultat du bowl.
| Dates            | Vainqueurs                                                                                  | Scores                                                                                      | Finalistes                                                                                  | Spectateurs                                                                                 | Conférences                                                                                 | Notes                                                                                       |
| ---------------- | ------------------------------------------------------------------------------------------- | ------------------------------------------------------------------------------------------- | ------------------------------------------------------------------------------------------- | ------------------------------------------------------------------------------------------- | ------------------------------------------------------------------------------------------- | ------------------------------------------------------------------------------------------- |
| 25 décembre 2002 | Green Wave de Tulane                                                                        | 36-28                                                                                       | Rainbow Warriors d'Hawaï                                                                    | 35 513                                                                                      | C-USA - WAC                                                                                 |                                                                                             |
| 25 décembre 2003 | Rainbow Warriors d'Hawaï                                                                    | 543ET48                                                                                     | Cougars de Houston                                                                          | 29 005                                                                                      | WAC - C-USA                                                                                 |                                                                                             |
| 24 décembre 2004 | Rainbow Warriors d'Hawaï                                                                    | 59-40                                                                                       | UAB Blazers                                                                                 | 39 754                                                                                      | WAC - C-USA                                                                                 |                                                                                             |
| 24 décembre 2005 | Wolf Pack du Nevada                                                                         | 491ET48                                                                                     | Knights de l'UCF                                                                            | 16 134                                                                                      | WAC - C-USA                                                                                 |                                                                                             |
| 24 décembre 2006 | Rainbow Warriors d'Hawaï                                                                    | 41-24                                                                                       | Sun Devils d'Arizona State                                                                  | 43 435                                                                                      | WAC - Pac-10                                                                                |                                                                                             |
| 23 décembre 2007 | Pirates d'East Carolina                                                                     | 41-38                                                                                       | Broncos de Boise State                                                                      | 30 467                                                                                      | C-USA - WAC                                                                                 |                                                                                             |
| 24 décembre 2008 | Fighting Irish de Notre Dame                                                                | 49-21                                                                                       | Rainbow Warriors d'Hawaï                                                                    | 43 487                                                                                      | Ind. - WAC                                                                                  |                                                                                             |
| 24 décembre 2009 | Mustangs de SMU                                                                             | 45-10                                                                                       | Wolf Pack du Nevada                                                                         | 32 650                                                                                      | C-USA - WAC                                                                                 |                                                                                             |
| 24 décembre 2010 | Golden Hurricane de Tulsa                                                                   | 62-35                                                                                       | Rainbow Warriors d'Hawaï                                                                    | 43 673                                                                                      | C-USA - WAC                                                                                 |                                                                                             |
| 24 décembre 2011 | Golden Eagles de Southern Miss                                                              | 24-17                                                                                       | Wolf Pack du Nevada                                                                         | 32 630                                                                                      | C-USA - WAC                                                                                 |                                                                                             |
| 24 décembre 2012 | Mustangs de SMU                                                                             | 43-10                                                                                       | Bulldogs de Fresno State                                                                    | 30 024                                                                                      | C-USA - MWC                                                                                 |                                                                                             |
| 24 décembre 2013 | Beavers d'Oregon State                                                                      | 38-23                                                                                       | Broncos de Boise State                                                                      | 29 106                                                                                      | Pac-12 - MWC                                                                                |                                                                                             |
| 24 décembre 2014 | Owls de Rice (9-5)                                                                          | 30-06                                                                                       | Bulldogs de Fresno State (6-9)                                                              | 25 365                                                                                      | C-USA - MWC                                                                                 | Note                                                                                        |
| 24 décembre 2015 | Aztecs de San Diego State (11-3)                                                            | 42-07                                                                                       | Bearcats de Cincinnati (7-6)                                                                | 22 793                                                                                      | MWC - AAC                                                                                   | Note                                                                                        |
| 24 décembre 2016 | Rainbow Warriors d'Hawaï (6–7)                                                              | 52-35                                                                                       | Blue Raiders de Middle Tennessee (8–4)                                                      | 23 175                                                                                      | MWC - C-USA                                                                                 | Note                                                                                        |
| 24 décembre 2017 | Bulldogs de Fresno State (9-4)                                                              | 33-27                                                                                       | Cougars de Houston (7-4)                                                                    | 23 175                                                                                      | MWC - AAC                                                                                   | Note                                                                                        |
| 22 décembre 2018 | Bulldogs de Louisiana Tech (7-5)                                                            | 31-14                                                                                       | Rainbow Warriors d'Hawaï (8-5)                                                              | 30 911                                                                                      | MWC - C-USA                                                                                 | Note                                                                                        |
| 24 décembre 2019 | Rainbow Warriors d'Hawaï (9-5)                                                              | 38-34                                                                                       | Cougars de BYU (7-5)                                                                        | 21 582                                                                                      | MWC -s Ind.                                                                                 | Note                                                                                        |
| 24 décembre 2020 | Annulé à la suite de la pandémie de Covid-19 aux États-Unis                                 | Annulé à la suite de la pandémie de Covid-19 aux États-Unis                                 | Annulé à la suite de la pandémie de Covid-19 aux États-Unis                                 | Annulé à la suite de la pandémie de Covid-19 aux États-Unis                                 | Annulé à la suite de la pandémie de Covid-19 aux États-Unis                                 | Annulé à la suite de la pandémie de Covid-19 aux États-Unis                                 |
| 24 décembre 2021 | Annulé à la suite du retrait de Hawaii (joueurs blessés, transférés ou atteint du Covid-19) | Annulé à la suite du retrait de Hawaii (joueurs blessés, transférés ou atteint du Covid-19) | Annulé à la suite du retrait de Hawaii (joueurs blessés, transférés ou atteint du Covid-19) | Annulé à la suite du retrait de Hawaii (joueurs blessés, transférés ou atteint du Covid-19) | Annulé à la suite du retrait de Hawaii (joueurs blessés, transférés ou atteint du Covid-19) | Annulé à la suite du retrait de Hawaii (joueurs blessés, transférés ou atteint du Covid-19) |
| 24 décembre 2022 | Blue Raiders de Middle Tennessee (7-5)                                                      | 25-22                                                                                       | Aztecs de San Diego State (7-5)                                                             | 6 605                                                                                       | C-USA - MWC                                                                                 | Note                                                                                        |
| 23 décembre 2023 | Chanticleers de Coastal Carolina (7-5)                                                      | 24-14                                                                                       | Spartans de San Jose State (7-5)                                                            | 7 089                                                                                       | Sun Belt - MWC                                                                              | Note                                                                                        |
| 24 décembre 2024 | Bulls de South Florida (6-6)                                                                | 41-39                                                                                       | Spartans de San Jose State (7-5)                                                            | 6 720                                                                                       | AAC - MWC                                                                                   | Note                                                                                        |

## Meilleurs joueurs (MVPs)
Mis à jour le 25 décembre 2024
| Dates            | Joueurs          | Équipes          | Postes |
| ---------------- | ---------------- | ---------------- | ------ |
| 25 décembre 2002 | Lynaris Elpheage | Tulane           | CB     |
| 25 décembre 2003 | Timmy Chang      | Hawaï            | QB     |
| 24 décembre 2004 | Chad Owens       | Hawaï            | WR     |
| 24 décembre 2004 | Timmy Chang      | Hawaii           | QB     |
| 24 décembre 2005 | Brandon Marshall | Central Florida  | WR     |
| 24 décembre 2006 | Jason Rivers     | Hawaï            | WR     |
| 24 décembre 2006 | Colt Brennan     | Hawaii           | QB     |
| 23 décembre 2007 | Chris Johnson    | East Carolina    | RB     |
| 24 décembre 2008 | Golden Tate      | Notre Dame       | WR     |
| 24 décembre 2008 | Jimmy Clausen    | Notre Dame       | QB     |
| 24 décembre 2009 | Kyle Padron      | SMU              | QB     |
| 24 décembre 2009 | Kevin Basped     | Nevada           | DE     |
| 24 décembre 2010 | Damaris Johnson  | Tulsa            | WR     |
| 24 décembre 2010 | Greg Salas       | Hawaii           | WR     |
| 24 décembre 2011 | Cordaro Law      | Southern Miss    | DL     |
| 24 décembre 2011 | Lampford Mark    | Nevada           | RB     |
| 24 décembre 2012 | Margus Hunt      | SMU              | DE     |
| 24 décembre 2012 | Davante Adams    | Fresno State     | WR     |
| 24 décembre 2013 | Rashaad Reynolds | Oregon State     | CB     |
| 24 décembre 2013 | Matt Miller      | Boise State      | WR     |
| 24 décembre 2014 | Driphus Jackson  | Rice             | QB     |
| 24 décembre 2014 | Brian Nordstrom  | Rice             | DE     |
| 24 décembre 2014 | Carl Mickelsen   | Fresno State     | LB     |
| 24 décembre 2015 | Dakota Gordon    | San Diego State  | RB     |
| 24 décembre 2015 | Zach Edwards     | Cincinnati       | S      |
| 24 décembre 2016 | Dru Brown        | Hawaii           | QB     |
| 24 décembre 2016 | Richie James     | Middle Tennessee | WR     |
| 24 décembre 2017 | Marcus McMaryion | Fresno State     | QB     |
| 24 décembre 2017 | Marcus Dunbar    | Houston          | WR     |
| 22 décembre 2018 | Jaylon Ferguson  | Louisiana Tech   | DE     |
| 24 décembre 2019 | Cole McDonald    | Hawaii           | QB     |
| 24 décembre 2022 | Jordan Ferguson  | Middle Tennessee | DL     |
| 23 décembre 2023 | Ethan Vasko      | Coastal Carolina | QB     |
| 24 décembre 2024 | John Cannon      | South Florida    | K      |

## Statistiques par équipes
Mis à jour le 25 décembre 2024
| Rang | Équipes                          | Apparitions | G-P |
| ---- | -------------------------------- | ----------- | --- |
| 1    | Rainbow Warriors d'Hawaï         | 9           | 5-4 |
| 2    | Bulldogs de Fresno State         | 3           | 1-2 |
| 2    | Wolf Pack du Nevada              | 3           | 1-2 |
| 4    | Mustangs de SMU                  | 2           | 2-0 |
| 5    | Blue Raiders de Middle Tennessee | 2           | 1-1 |
| 5    | Aztecs de San Diego State        | 2           | 1-1 |
| 7    | Broncos de Boise State           | 2           | 0-2 |
| 7    | Cougars de Houston               | 2           | 0-2 |
| 9    | Chanticleers de Coastal Carolina | 1           | 1-0 |
| 9    | Pirates d'East Carolina          | 1           | 1-0 |
| 9    | Bulldogs de Louisiana Tech       | 1           | 1-0 |
| 9    | Fighting Irish de Notre Dame     | 1           | 1-0 |
| 9    | Beavers d'Oregon State           | 1           | 1-0 |
| 9    | Owls de Rice                     | 1           | 1-0 |
| 9    | Bulls de South Florida           | 1           | 1-0 |
| 9    | Golden Eagles de Southern Miss   | 1           | 1-0 |
| 9    | Green Wave de Tulane             | 1           | 1-0 |
| 9    | Golden Hurricane de Tulsa        | 1           | 1-0 |
| 19   | Sun Devils d'Arizona State       | 1           | 0-1 |
| 19   | Bearcats de Cincinnati           | 1           | 0-1 |
| 19   | Blazers de l'UAB                 | 1           | 0-1 |
| 19   | Knights de l'UCF                 | 1           | 0-1 |
| 19   | Spartans de San Jose State       | 2           | 0-2 |

## Statistiques par conférences
Mis à jour le 25 décembre 2024
| Conférences | Apparitions | Gagnés | Perdus | %    |
| ----------- | ----------- | ------ | ------ | ---- |
| C-USA       | 13          | 9      | 4      | 69,3 |
| WAC         | 10          | 4      | 6      | 40,0 |
| MWC         | 11          | 5      | 6      | 45,5 |
| Pac-12      | 2           | 1      | 1      | 50,0 |
| Independent | 1           | 1      | 0      | 100  |
| Sun Belt    | 1           | 1      | 0      | 100  |
| AAC         | 3           | 1      | 2      | 33,4 |